# Baron Monkswell

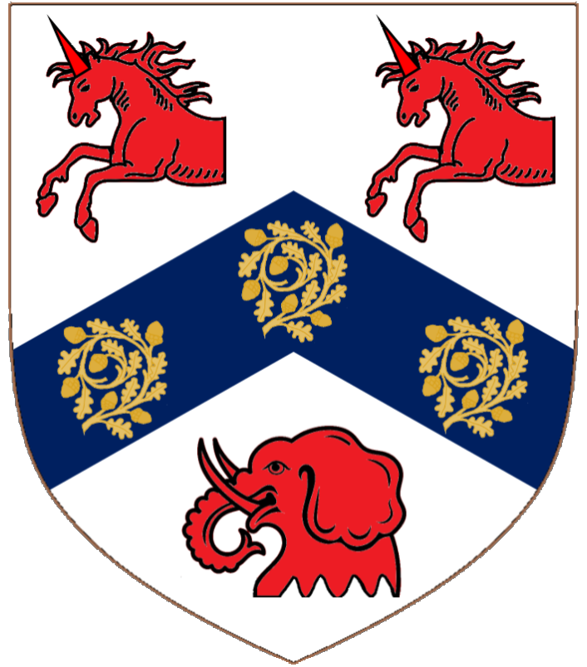
Wappen der Barone Monkswell

Baron Monkswell, of Monkswell in the County of Devon, ist ein erblicher britischer Adelstitel in der Peerage of the United Kingdom.

## Verleihung und Geschichte des Titels
Der Titel wurde am 1. Juli 1885 für den Juristen und liberalen Politiker Sir Robert Collier, geschaffen.
Beim kinderlosen Tod seines Enkels, des 3. Barons, am 14. Januar 1964 fiel der Titel an dessen Neffen als 4. Baron. Dieser war ein überzeugter Kommunist und verzichtete daher am 7. April 1964 auf Lebenszeit auf den Titel.
Heute hat dessen Enkel als 6. Baron den Titel inne.

## Liste der Barone Monkswell (1885)
- Robert Collier, 1. Baron Monkswell (1817–1886)
- Robert Collier, 2. Baron Monkswell (1845–1909)
- Robert Collier, 3. Baron Monkswell (1875–1964)
- William Collier, 4. Baron Monkswell (1913–1984) (Titelverzicht 1964)
- Gerard Collier, 5. Baron Monkswell (1947–2020)
- James Collier, 6. Baron Monkswell (* 1977)

Titelerbe (Heir Presumptive) ist der Bruder des aktuellen Titelinhabers, Hon. Robert Collier (* 1979).